# ستيفن ميلر (ممثل)
ستيفن ميلر (بالإنجليزية: Stephen E. Miller)‏ هو كاتب وروائي وممثل أمريكي وكندي، ولد في 1947 بدرم في الولايات المتحدة.

## أعمال

### أفلام
- (1982) الدم الأول[4][5][6]
- (1993) حياة هذا الفتى
- (1997)  الإنقاذ
- (2000) تريكسي
- (2003) العميل كودي بانكس[7]

## وصلات خارجية
- ستيفن ميلر على موقع IMDb (الإنجليزية)
- ستيفن ميلر على موقع ألو سيني (الفرنسية)
- ستيفن ميلر على موقع أول موفي (الإنجليزية)
- ستيفن ميلر على موقع قاعدة بيانات الأفلام السويدية (السويدية)
- ستيفن ميلر على موقع قاعدة بيانات الفيلم (الإنجليزية)
- ستيفن ميلر على موقع كينوبويسك (الروسية)